# Планкінг

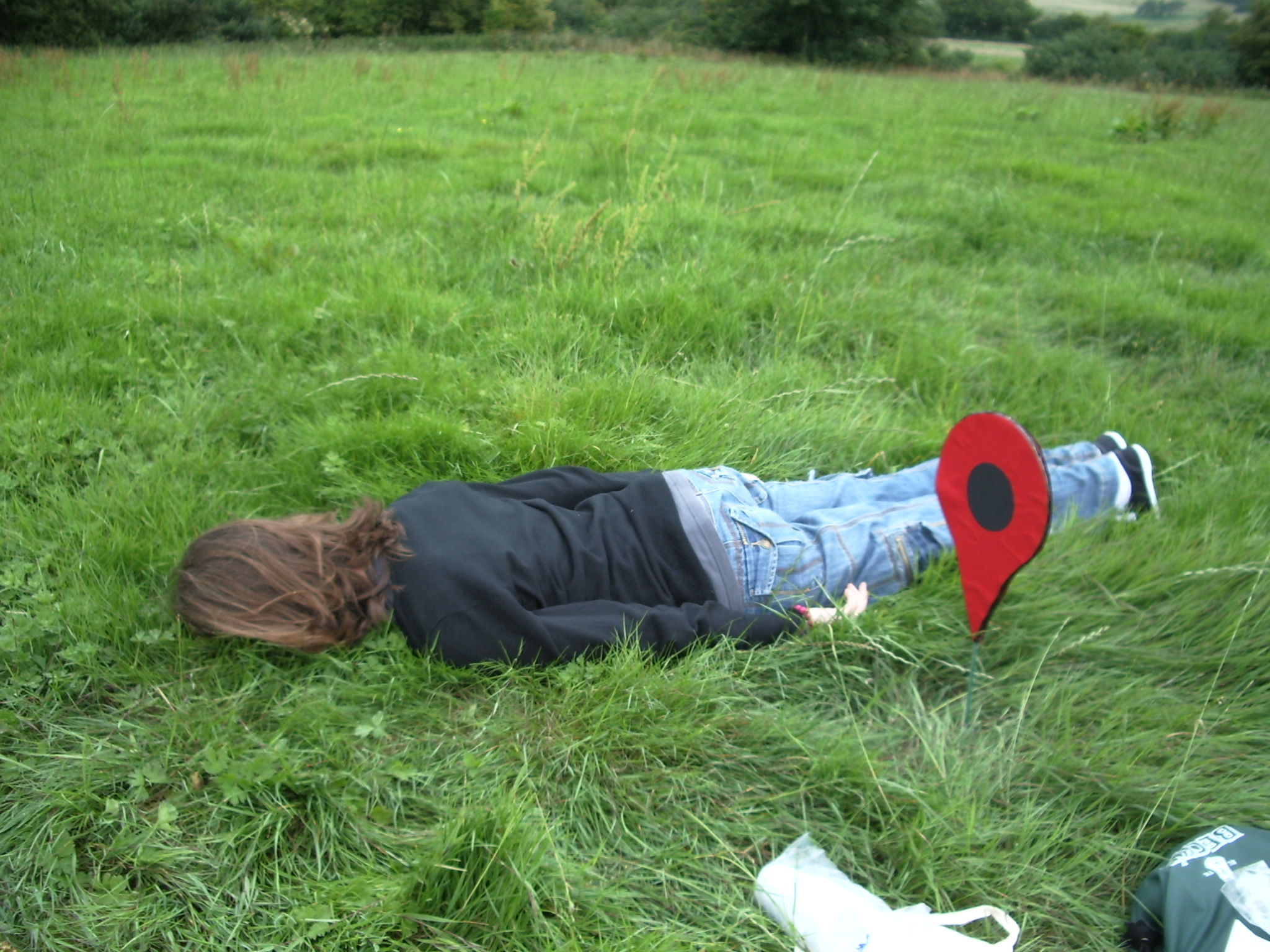
Планкінг на траві

Пла́нкінг (англ. planking)  — флешмоб-напрямок, що характеризується лежанням долілиць, витягнувши руки вздовж тіла. Іноді планкінг виконують в найбільш непередбачуваних місцях — на стрісі, в переході, у когось на колінах, на бордюрах. Інша особа в цей час знімає це на камеру.
Учасників планкінгу називають планкерами.

## Історія
Планкінг заснували британці Гаррі Кларксон і Крістіан Ленгдон 1997 року, першу популярність рух отримав в Північно-Східній Англії, поширившись потім на всю територію Великої Британії в 2009 році. У 2010 році планкінг досяг піку популярності та був охарактеризований Ендрю Салліваном як такий, що «заполонив Британію».
Гра вперше потрапила в новини у вересні 2009 року, коли сім лікарів і медсестер були оштрафовані за планкінг у робочий час у Вестернському Госпіталі в м. Свиндон (Англія). Гру описали як безглузду і як «паркур для ледачих».
Сьогодні планкінг поширився до рівня світового руху. У Південній Кореї в 2003 році гра називалася «кор. 시체 놀이» або «вдавай мертвого».
Франція назвала напрямок «à plat ventre» («на животі», 2004). У 2008 році в Австралії, вперше зіткнувшись з явищем планкінгу, використовували термін «extreme lying down» або «екстремальне лежання». Практично тоді ж, 2009 року, Америка і Канада зустрічає гру словом «facedown» або «обличчям вниз».
Сучасний англомовний термін «planking» («пленкін» — укр.) прижився 2011 року в Австралії та Новій Зеландії, поступово поширюючись в інших країнах. Також відомі різновиди планкінгу — овлінг, типотінг, бетменінг, горсменінг.

## Галерея

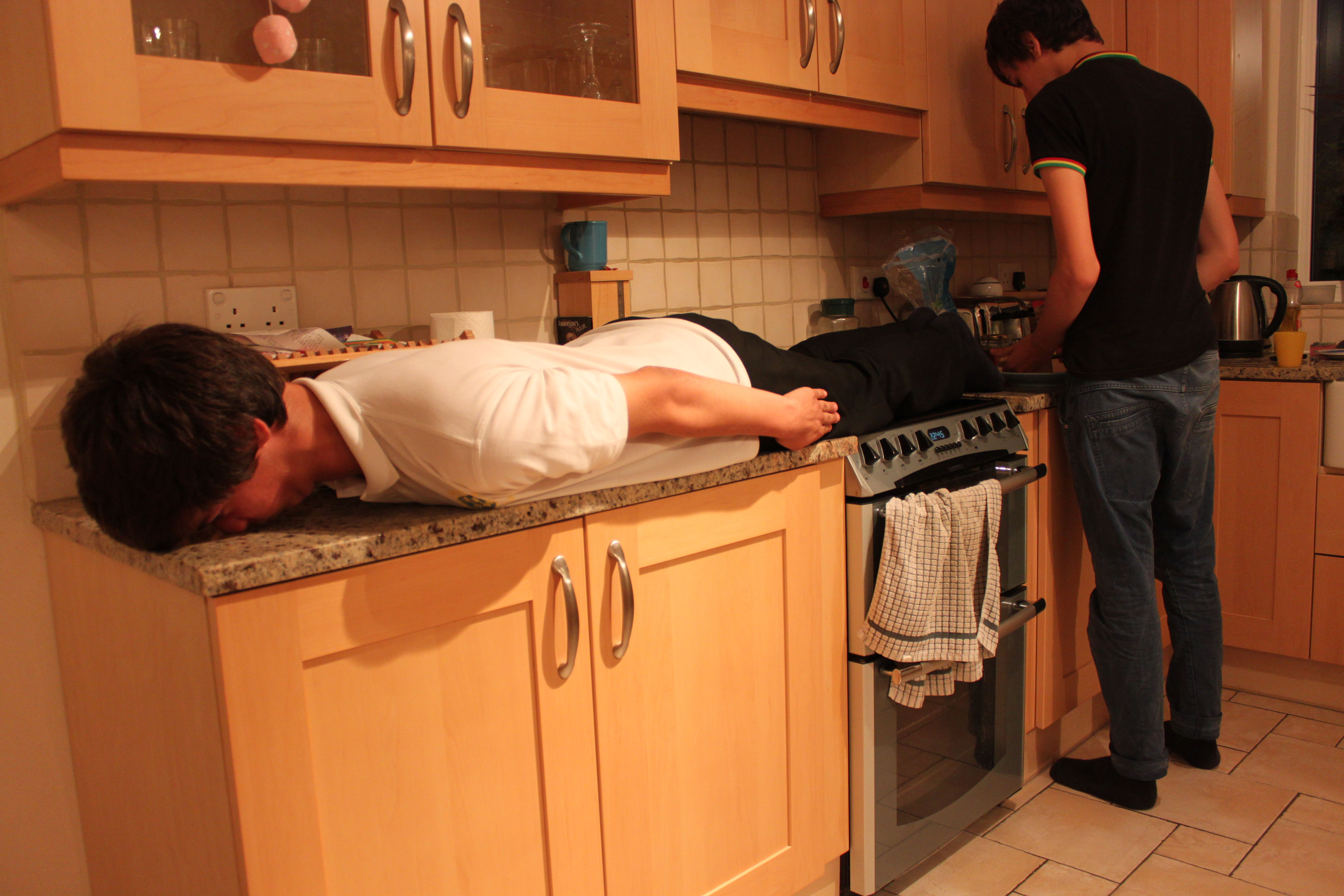
Планкінг на кухні
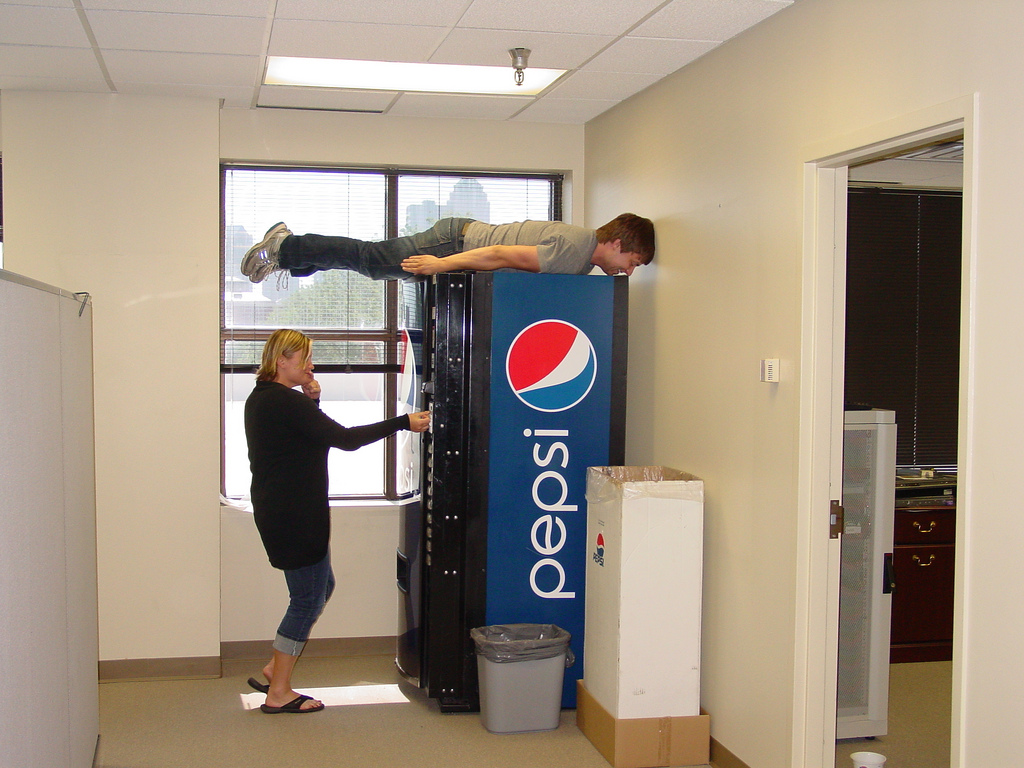
Планкінг в офісі
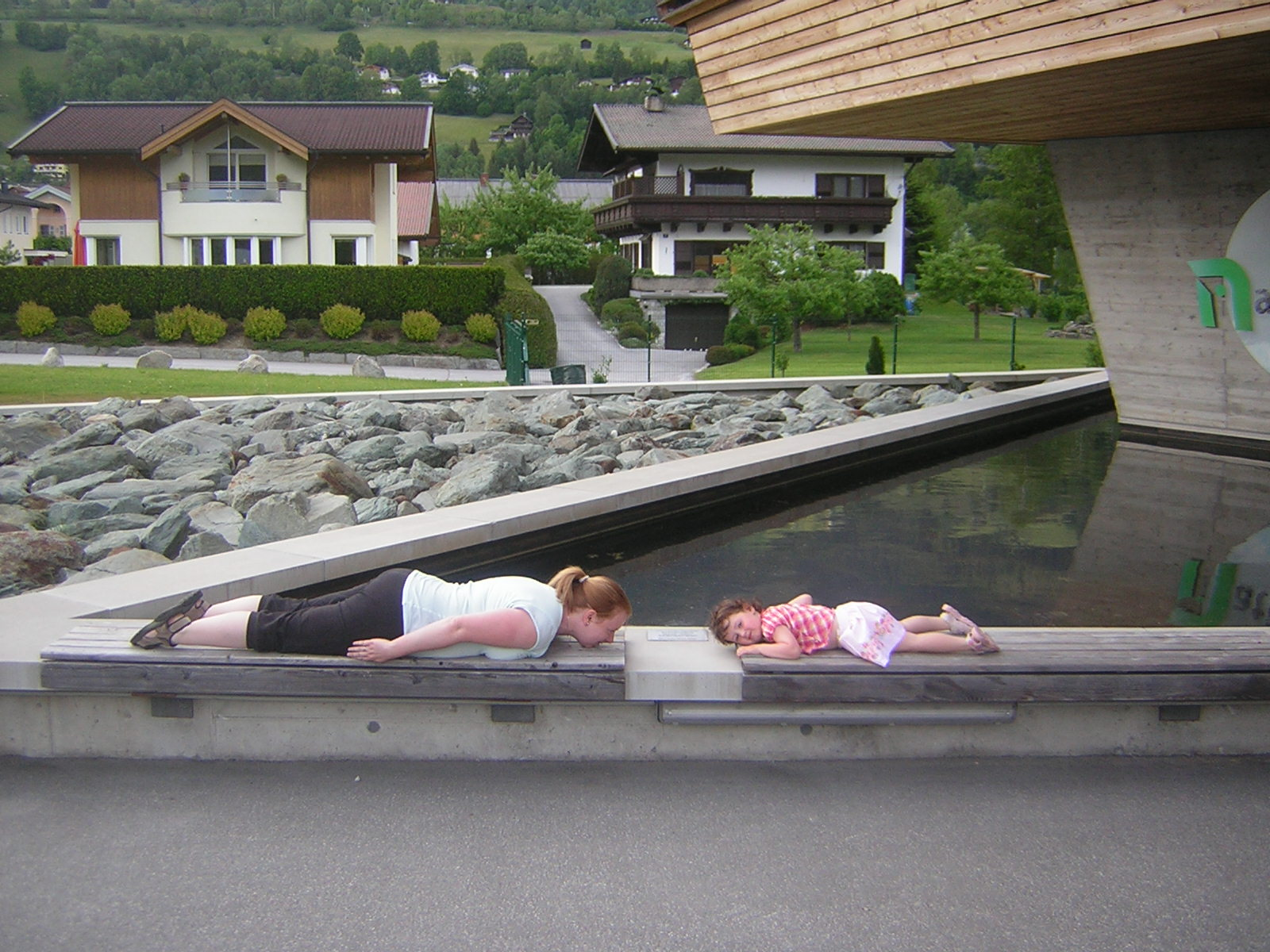
Сімейний планкінг
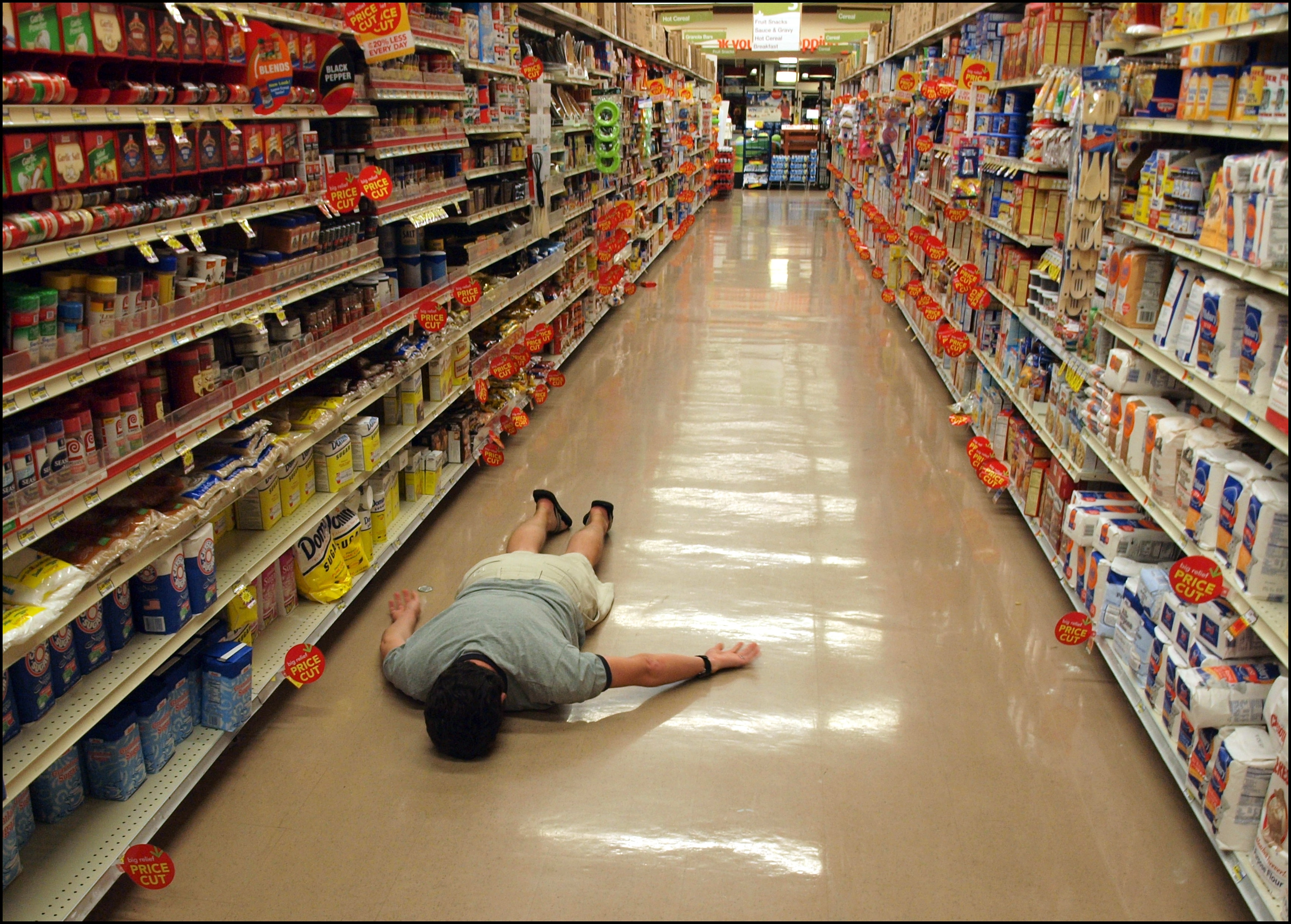
Планкер у супермаркеті
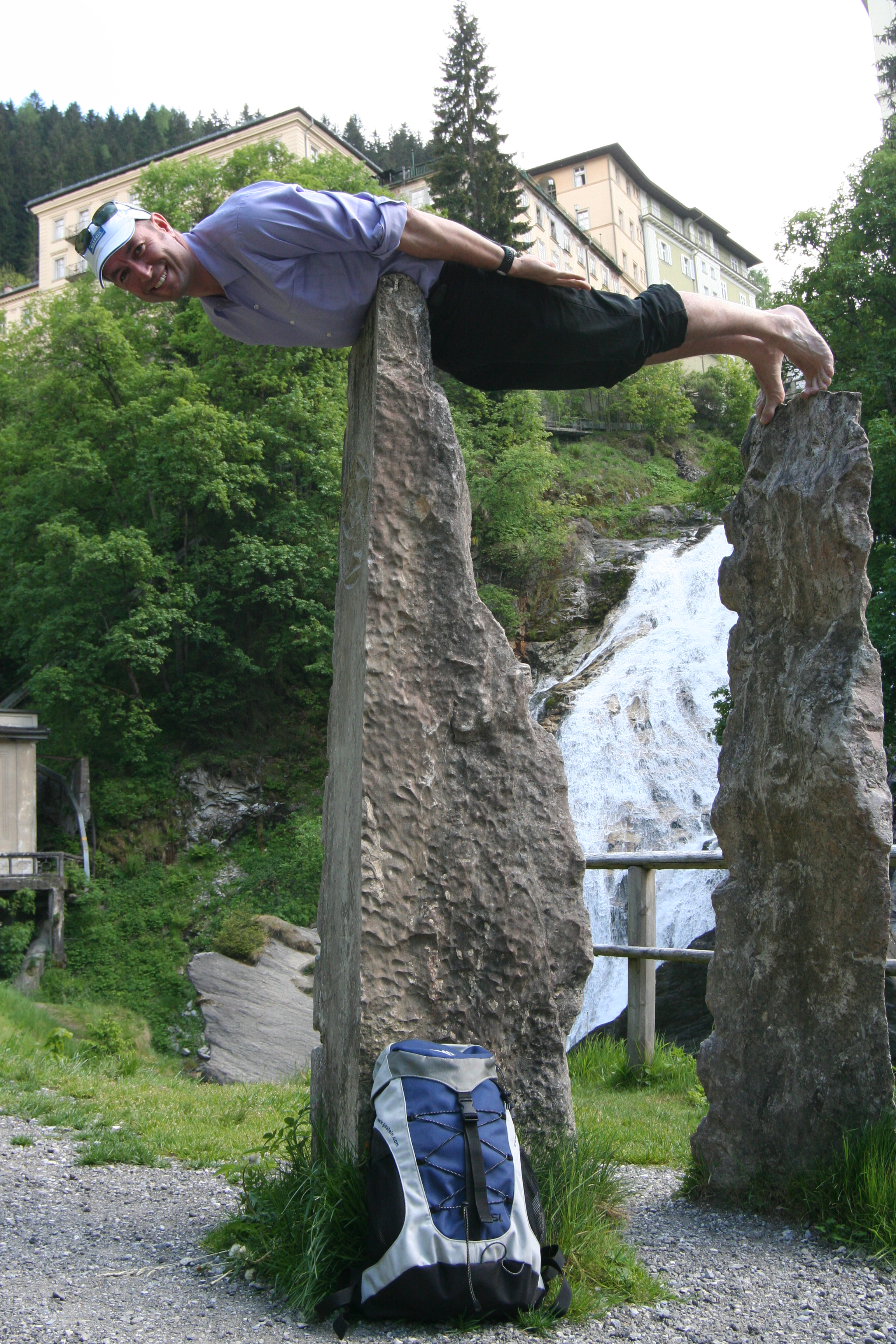
Планкер в Австрії
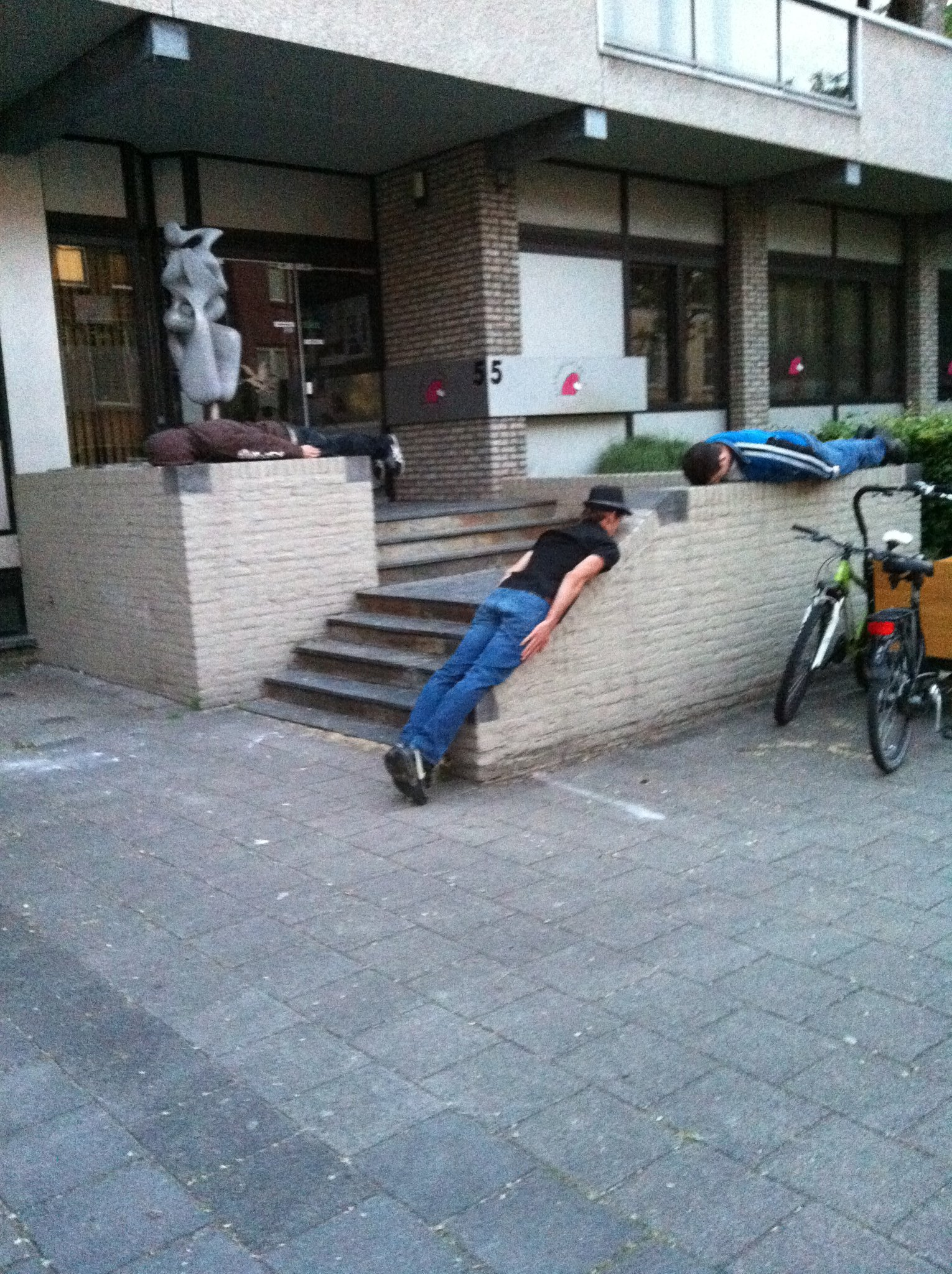
Груповий планкінг
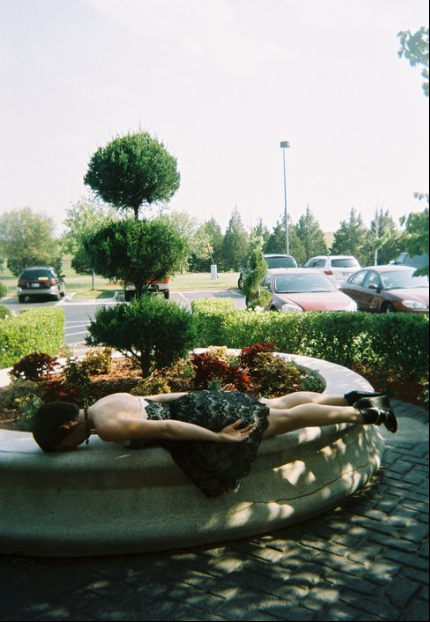
Планкерка у міському парку
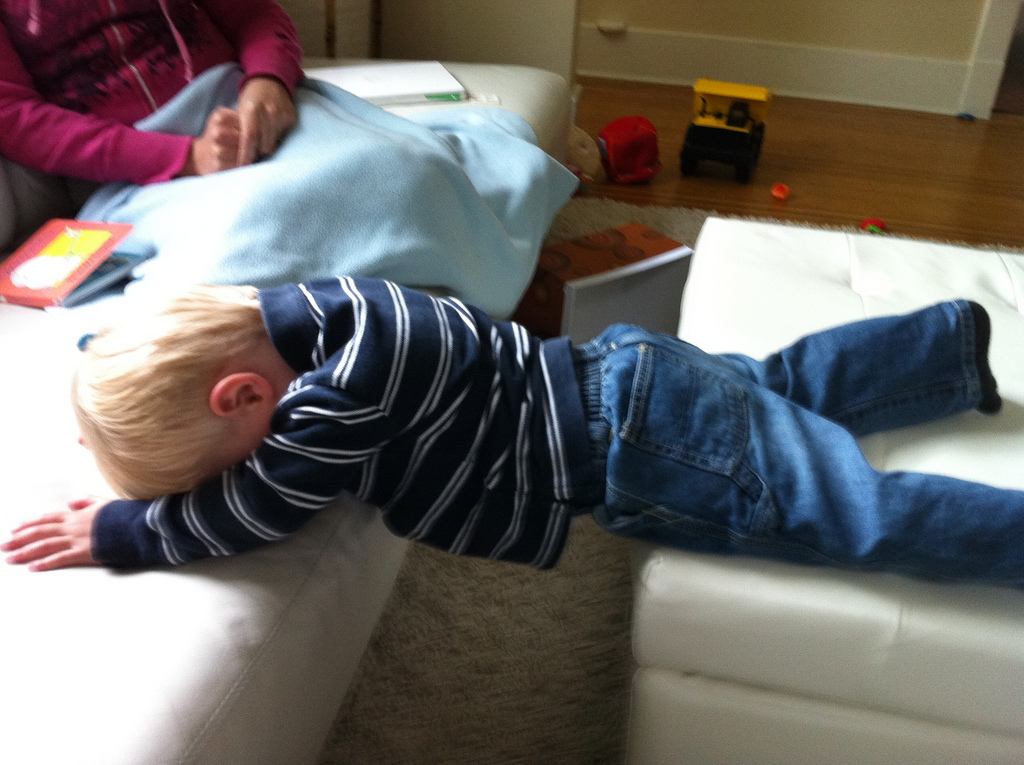
Дитячий планкінг
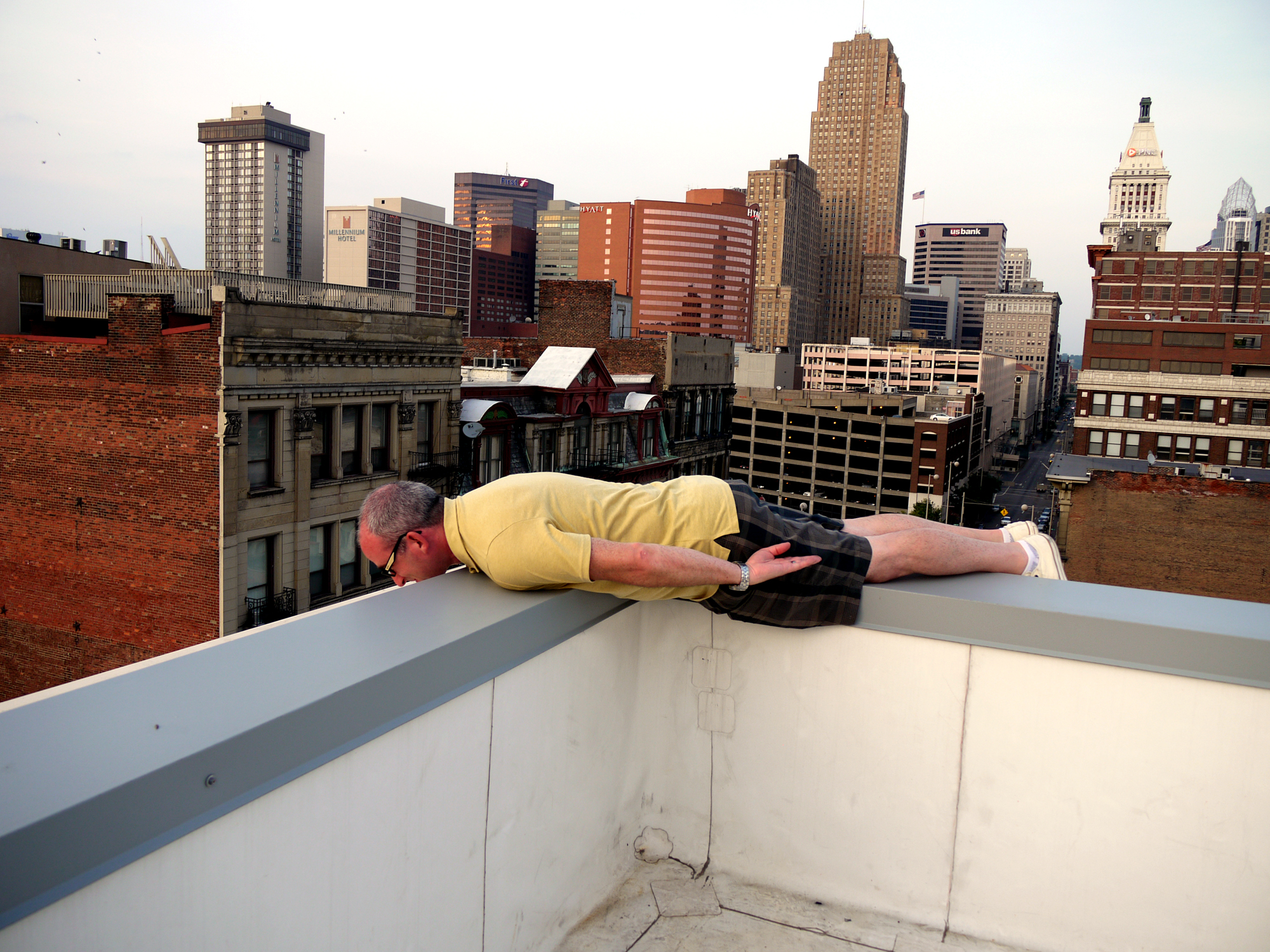
Планкінг на даху будинку
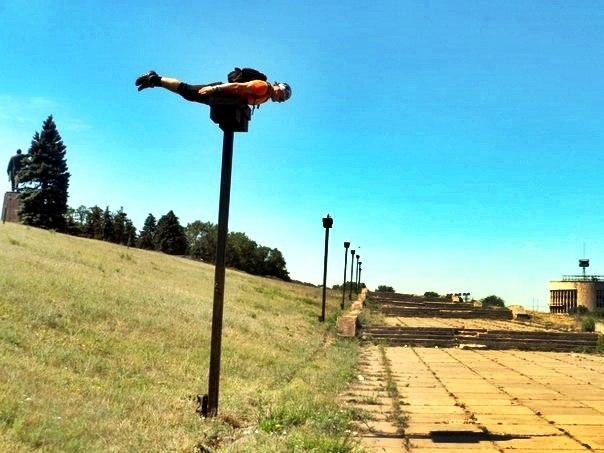
Планкінг на запорізькому ліхтарі
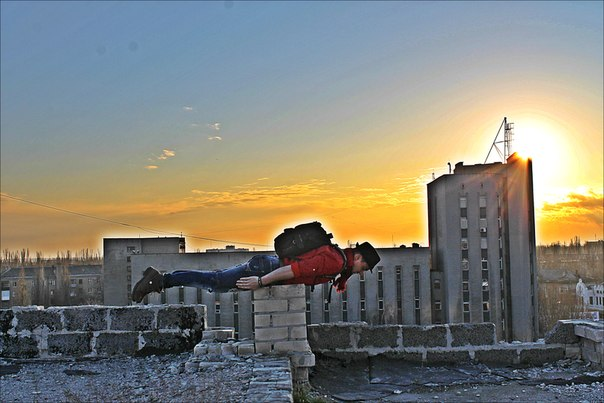
Планкінг у Мелітополі

## У культурі
- Епізод «Фейсхіллінг» мультсеріалу «Південний парк» містить безліч пародій на різні меми, в тому числі й на планкінг
- В анімаційному фільмі «Пригоди містера Пібоді і Шермана» стверджується, що планкінг винайшов геніальний пес містер Пібоді на дозвіллі
- У першому епізоді 8-го сезону серіалу «Офіс» багато персонажів займаються планкінгом